# Thomas Potts James
Thomas Potts James (Radnor, Pensilvânia, 1 de setembro de 1803 – 22 de fevereiro de 1882) foi um botânico norte-americano.

## Biografia
Era filho de  Isaac James e de Henrietta Potts. Casou-se com  Isabella Batchelder em 1851. A partir de 1831 trabalhou durante 35 anos com seu irmâo numa indústria de medicamentos , na  Filadélfia. Em 1866, ele se retira para Cambridge, Inglaterra e dedica o resto da sua vida ao estudo  das Bryophytas.  James realiza seus estudos com as espécies provenientes de diversas expedições.
Colaborou com  Philipp Wilhelm Schimper (1808-1880)  e com  Charles Léo Lesquereux (1806-1889). Asa Gray (1810-1888)  convence  James e  Lesquereux  a prosseguir o trabalho iniciado por  William Starling Sullivant (1803-1873)  sobre as Bryophitas da América do Norte, porém  James morre antes que a pesquisa esteja terminada. É  Sereno Watson (1826-1892) que assegura a publicação dos resultados,  em  1884.